# 상용 전투
상용 전투(上庸戰鬪)는 227년 위나라 신성군 태수 맹달이 다시 촉으로 돌아가고자 일으킨 반란이다. 사마의의 신속한 기동전으로 인해 228년 진압되었다.
맹달은 관우가 패사하자 유비의 원한을 샀고, 유봉과 불화가 생겨 신의와 신탐 형제와 함께 위나라로 망명했다. 위 문제 조비가 기뻐하며 그를 맞이했고, 이로써 상용은 위나라 땅이 된다. 유비가 유봉을 보내 맹달을 치자 서황, 하후상 등과 함께 유봉을 패배시켰다.
그러나, 조비가 죽어 위 명제 조예가 즉위하자, 맹달은 입지가 좁아질까 두려워했다. (이 때 친했던 환계와 하후상은 이미 고인이 된 후였다.)
이를 안 제갈량은 맹달을 회유하였고, 결국 맹달은 다시 촉나라의 편에 서기로 한다.
이 때, 거사 계획이 누설되어 신의가 이를 알고 사마의에게 보고하자, 이를 들은 맹달도 즉각 반란을 일으켰다. 맹달은 제갈량에게 서신을 보내어 사마의가 조예의 허락을 받고 이리로 오려면 오래 걸릴 터이니 자신이 그 사이에 낙양을 공격할 것이라고 전한다. 하지만 사마의는 황제의 명을 받는 절차를 생략하고 쾌속으로 진군하여 맹달의 목을 베었다.
삼국지연의에서는 토벌군의 장수인 서황을 화살로 쏘아 죽였다고 나오지만 이는 허구이고, 실제 서황은 맹달의 모반 전에 사망했다.